# 中国人民政治协商会议长沙市委员会
中国人民政治协商会议长沙市委员会（简称政协长沙市委员会、长沙市政协），是中国人民政治协商会议在湖南省长沙市的地方组织。

## 历史沿革
1949年8月长沙和平解放。根据1949年9月29日通过的《中国人民政治协商会议共同纲领》，长沙市于同年10月15日至20日召开首次各界人民代表会议，选举生产了长沙市各界人民代表会议常设委员会。1950年2月5日，长沙市第一届各界人民代表会议第二次会议选举产生长沙市各界人民代表会议第一届协商委员会，作为闭会期间的常设协议机构。这标志着长沙市各界人民代表会议协商委员会（简称长沙市协商委员会）的正式成立。:391
根据1954年12月25日通过的《中国人民政治协商会议章程》，长沙市于1955年4月4日至6日召开中国人民政治协商会议长沙市第一届委员会第一次会议，标志着中国人民政治协商会议长沙市委员会的正式成立。
文化大革命开始以后，市政协被迫停止工作。1981年6月16日至25日，市政协召开第四届一次全体会议，标志着政协组织在长沙市的正式恢复。

## 机构设置
中国人民政治协商会议长沙市第十二届委员会设置以下机构：
综合办事机构
- 办公厅
- 研究室

专门工作委员会
- 委员学习联络委员会（港澳台侨和外事委员会）
- 提案委员会
- 经济科技委员会
- 农业和农村委员会
- 人口资源环境委员会
- 文教卫体和文史委员会
- 社会法制和民族宗教委员会

## 历届委员会

### 第一届
- 任期：1955年4月－1960年2月
- 主席：秦雨华
- 副主席：萧敏颂、孔安民、朱宜风、陈芸田、王秀仁
- 秘书长：胡鹏

### 第二届
- 任期：1960年2月－1964年12月
- 主席：孔安民
- 副主席：丁维克、沈立人、朱宜风、胡鹏、廖六如、陈芸田、潘得胜、萧规、萧祖衍
- 秘书长：胡鹏、王化中

### 第三届
- 任期：1964年12月－1981年6月
- 主席：孔安民
- 副主席：韩曙光、沈立人、胡鹏、潘得胜、朱宜风、萧规、廖六如、萧祖衍、曾诚意
- 秘书长：王化中

### 第四届
- 任期：1981年6月－1983年12月
- 主席：王克俭
- 副主席：王秀仁、沈立人、张本科、王化中、李惇谊、李聪甫、萧祖衍、袁鹤皋、曾诚意、陈志恪、叶云、陈友端
- 秘书长：王化中 → 刘均（1982年12月－1983年7月） → 黄克猷

### 第五届
- 任期：1983年12月－1988年1月
- 主席：沈立人 → 王克俭（1985年9月－1988年1月）
- 副主席：王秀仁、王化中、李惇谊、陈友端、萧祖衍、陈志恪、蓝肇祺、熊婉乐、萧荫云、郝全、刘守中、杨太光、杨文苑、邓元生、胡瑞彩
- 秘书长：黄克猷

### 第六届
- 任期：1988年1月－1993年1月
- 主席：王克俭
- 副主席：邓元生、杨太光、胡瑞彩、陈志恪、熊婉乐、萧荫云、杨文苑、方毓棠、朱积年
- 秘书长：黄克猷

...

### 第十届
- 任期：2008年1月－2012年12月
- 主席：董学生（2008年1月[2]－2010年9月） → 谢树林（2010年9月－2012年12月）[3]
- 副主席：黄中瑞（2008年1月－2010年9月）、周秋光、李克俭、王力力、龚振湘、龙建强（2009年1月－2012年12月）[4]、陈立湘（2010年9月－2012年12月）、谢明德、钟新莲、段安娜、彭继球
- 秘书长：朱建人

### 第十一届
- 任期：2013年1月－2016年12月
- 主席：范小新[5]
- 副主席：钟新莲、王力力、龚振湘、段安娜、彭继球、唐志浩、石长松、袁志恒、刘明理
- 秘书长：彭志一

### 第十二届
- 任期：2017年1月－
- 主席：文树勋[6]
- 副主席：石长松、龚振湘、段安娜（2017年1月－2019年1月[7]）、彭继球、袁志恒、邓自力、文丽霞、朱建军、李平、张庆和（2020年1月[8]－）
- 秘书长：谭志